# Romanismus
Romanismus ist die Bezeichnung für eine Stilrichtung der niederländischen Malerei des 16. Jahrhunderts. Der Romanismus orientierte sich an italienischen Vorbildern wie Leonardo da Vinci, Michelangelo, Raffael und den italienischen Manieristen. Zu einer ersten Generation von Romanisten gehörten Bernard van Orley, Jan van Scorel, Frans Floris, sowie Maarten van Heemskerck, Pieter Coecke van Aelst, Lambert Lombard, Jan van Hemessen und Michiel Coxcie. Frans Floris eröffnete nach seinem Rückkehr von Rom eine einflussreiche Werkstatt in Antwerpen und hatte zahlreiche Schüler wie Crispin van den Broeck, Frans Pourbus d. Ä., Marten de Vos und Frans Francken d. Ä. Auch der später in Prag für Kaiser Rudolph II. tätige Manierist Bartholomäus Spranger gehört zu den Romanisten.